# Gintaras Karosas
Gintaras Karosas (Kryziokai, districte de Vílnius, 25 de juny de 1968) és un artista que va fundar Europos Parkas i va dissenyar el seu paisatge.
Quan Karosas es trobava com a estudiant a l'escola secundària va organitzar diverses exposicions de la seva obra gràfica. Després de graduar-se a l'Acadèmia de Belles Arts de Vílnius amb una llicenciatura en escultura, va ampliar estudis al Japó i al Regne Unit.
El seu treball a Europos Parkas va començar quan tenia dinou anys, està situat en un lloc boscós proper la capital Vílnius, l'artista va pensar que seria adequat per a un parc d'escultures i va començar el seu gran creixement amb participació d'artistes de tot el món. Va col·locar la seva primera escultura, Symbol of Europos Parkas, el 1991. Altres obres de Karosas s'han emplaçat al parc: Monument of the Centre of Europe, For Your Convenience, LNK Infotree, The Place, Foundations/Window, Culture, entre d'altres. També va dissenyar el seu centre educatiu d'escultura arquitectònica, que compta amb un sostre de gespa.
El 1995, The Wall Street Journal va incloure Karosas a la seva llista dels vint joves que havien realitzat canvis importants en l'Europa Central i de l'Est. Va rebre la figureta de Sant Cristòfor de la ciutat de Vílnius el 2001 i el Premi Nacional de Cultura de Progrés el 2006.

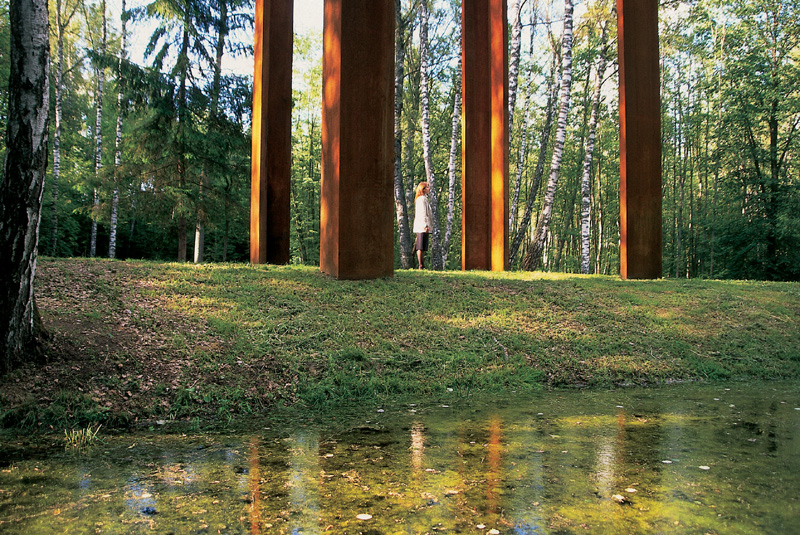
The Place
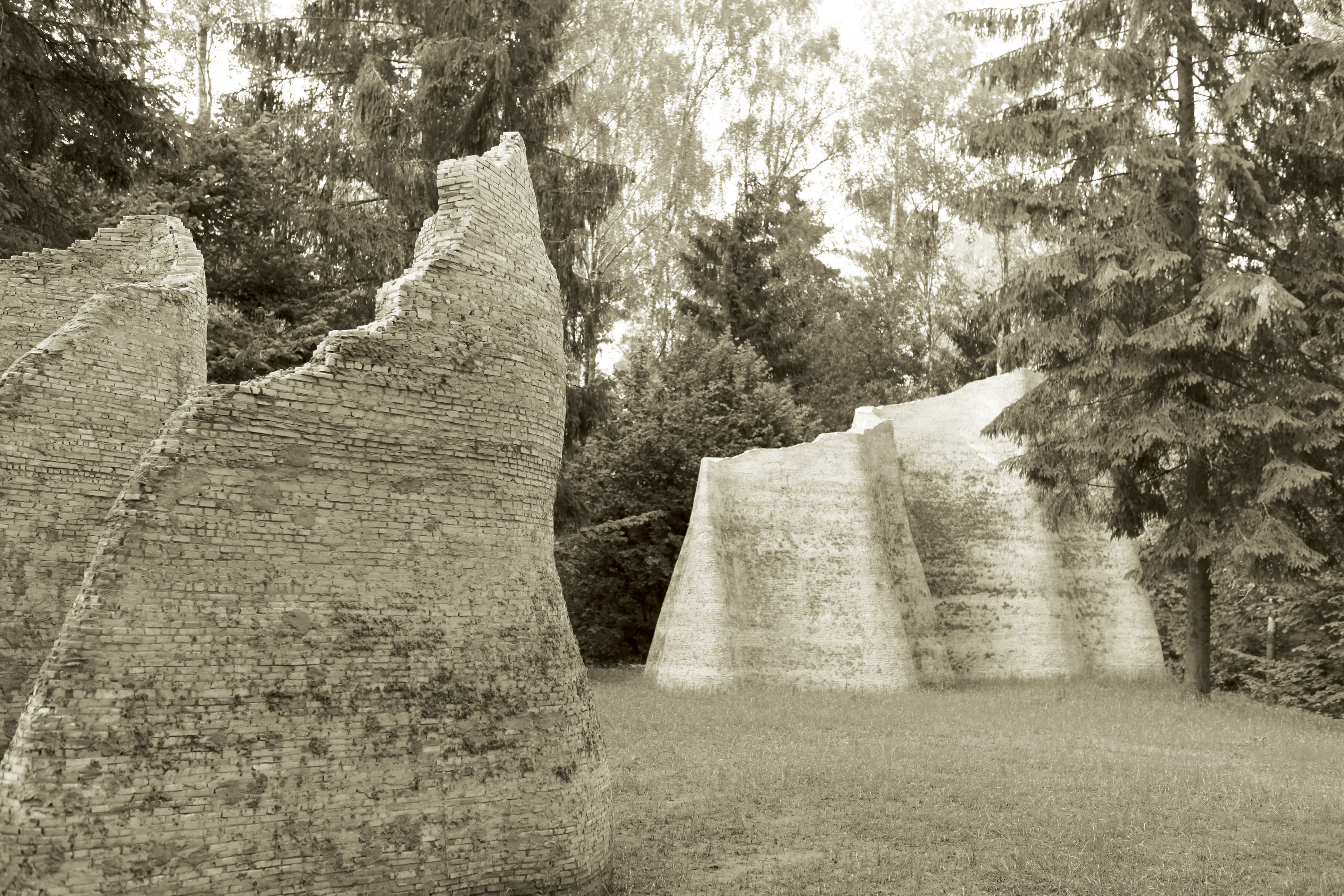
Culture